# Río Anapka
El río Anapka (del ruso: Анапка), anteriormente conocido como río Bugur o río Bugur-Kale (Бугур, Бугур-Кале) es un río situado en el Cáucaso Occidental del krai de Krasnodar, en Rusia. Discurre por el territorio de la ciudad-balneario de Anapa. Desemboca en el mar Negro en Anapa, en los pantanos de Anapa.
Nace en el extremo de poniente del Cáucaso, de la unión de los ríos Maskaga y Kotloma. Tiene 1.5 km de longitud y discurre predominantemente en dirección oeste. Si se suma a su curso el de su principal constituyente, el Maskaga, que nace al este de Rayévskaya, tiene una longitud total de más de 30 km. El río tiene muchos meandros que hacen que el agua se detenga y se caliente. Los juncos cubren gran parte de su curso. La crecida del río se registra durante las lluvias invernales. En este período es cuando lleno por las aguas de sus constituyentes, éstas consiguen llegar al mar Negro. En verano, cuando la corriente de agua del Anapka desciende de modo notable, se observa la entrada de agua marina en su curso, por lo que aumenta su salinidad. En otoño a veces se seca completamente.  Dentro de los límites de la ciudad de Anapa el lecho del Anapka sirve de frontera natural entre la zona sanatorio-balnearia del norte y el sector residencial al sur. En su desembocadura se halla la playa central de la ciudad.

## Flora y fauna
A pesar de sus pequeñas dimensiones, la variedad de la ictiofauna es notable. A esto contribuye la desarrollada vegetación desarrollada ribereña y el calentamiento del agua. En el río habitan el lucio, el carasio, la tenca, el sazán, el siluro. Del mar Negro se introducen especies de mujoles en la época estival. Habitan asimismo variedades de moluscos. El río en algunas partes adquiere un carácter pantanoso, hábitat de ranas y tritones.